# Иулиан (Кнежевич)
Схиархимандрит Иулиан (серб. Схиархимандрит Јулијан, в миру Радомир Кнежевич, серб. Радомир Кнежевић; 25 июля 1918, Витково, Королевство Сербия — 4 июля 2001, Монастырь Градац) — архимандрит Сербской православной церкви, игумен монастыря Студеница.

## Биография
Родился 25 июля 1918 год в небольшом селе Виткове в общине Александровац.
В монашеской школе Монастырь Дечаны он учился 4 года. 13 августа 1939 года послушник Радомир был пострижен в малую схиму с именем Иулиан, в сентябре того же года епископ Жичский Николай (Велимирович) рукоположил его в сан иеродиакона, затем — иеромонаха. Здесь он последовательно нёс послушания приходского священника, наместника и наконец — настоятеля монастыря.
В 1945 году отца Иулиана перевели в Благовещенский монастырь, с ним перешли три послушника, и среди них Гойко Стойчевич. Настоятелем в Благовещенском монастыре был духовник отец Василий (Доманович). К благовещенской братии принадлежал и отец Антоний (Джюрджевич), исповедник, во время войны совершавший своё пастырское служение ближним, таким же, как и он, узникам лагеря Гнатесдарф.
C 1961 года до конца жизни был настоятелем и духовником монастыря Студеница.
В последние годы жизни старцу вновь пришлось нести послушание строителя и восстановителя монашеской жизни, на этот раз в монастыре Градац. Здесь он окормлял немногочисленное сестричество, сюда съезжались паломники, многие из которых получали от старца духовный совет на насущные вопросы.
Умер 4 июля 2001 года. Похоронен в монастыре Градац. Отпевали его в Студеницком монастыре в присутствии пятерых архиереев, множества священников и монахов, не говоря о многочисленных мирянах, его чадах и почитателях.